# Otakar Ferfecký
Otakar Ferfecký (20. března 1924 Nošovice – 1. února 1986 Praha) byl český projektant, konstruktér a manažer. Během svého života byl pověřen vedením řady významných a rozsáhlých staveb, jakými třeba bylo pražské metro, rekonstrukce Národního divadla, rekonstrukce stadionu Evžena Rošického a řadou dalších významných průmyslových a liniových staveb.

## Životopis
Narodil se v Nošovicích, na úpatí těšínských Beskyd, do rodiny železničního dělníka. Ve věku jeho tří let se odstěhovala rodina do Frýdku-Místku, kde do roku 1939 absolvoval základní školu. Protože se jednalo o nadaného studenta, byl v témže roce přijat ke studiu na Vyšší průmyslové škole strojní v Ostravě-Vítkovicích, kterou dokončil roku 1943. Protože v té době byly vysoké školy zavřeny, nastoupil do zaměstnání jako konstruktér ve Vítkovických železárnách. Vysokou školu vystudoval při zaměstnání. Po absolutoriu absolvoval rovněž externí aspiranturu. Během práce v projektovém ústavu zpracoval kandidátskou disertační práci na téma „Společenská a ekonomická účinnost a odpovědnost projektových organizací v procesu investiční výstavby“. Od mládí se zapojoval do politiky. Hned po osvobození, od června 1945 byl členem Komunistické strany Československa a zároveň pracoval ve funkcích v Československém svazu mládeže. Byl po určitou dobu předsedou okresního výboru Československého svazu mládeže. Po dobu působení na Ostravsku byl i členem okresního výboru Komunistické strany Československa. Jeho politická práce v období jeho mládí byla posléze i důležitým kádrovým předpokladem pro jeho další odborné i politické působení.

## Kariéra

### Odborná kariéra
Po studiu postupně získával odborné praktické zkušenosti např. v rámci praxe v několika místech v Sovětského svazu (Moskva, Charkov, na různých místech v oblasti Donbasu), současně poznával i některé technické stavby v jiných částech světa. V roce 1951 se stal technickým náměstkem Státního ústavu pro projektování hutních závodů a rudných dolů. Věnoval se převážně stavbě a projektování oceláren, válcoven a koksoven, především na Ostravsku. Od října 1960 se stal náměstkem ministra hutního průmyslu a rudných dolů. V roce 1963 se pak stal prvním náměstkem předsedy Státní komise pro investiční výstavbu a v letech 1965-67 pracoval jako náměstek ministra, předsedy Státní komise pro techniku. Poté byl v letech 1967 až 1970 jmenován náměstkem generálního ředitele Státní banky československé. V 70. a 80. letech, kdy byl většinou na základě rozhodnutí vlády postupně pověřován řízením řady velmi důležitých a rozsáhlých staveb, které do té doby při své realizaci vykazovaly různé věcné, časové i finanční problémy, byl funkčně zařazen jako první náměstek ministra výstavby a techniky. Během své praktické manažerské práce se věnoval i teoretickým otázkám hodnocení účinnosti investic. Byl např. spoluautorem studie Účinnost nevýrobních investic, která se zabývá širokým okruhem všech souvislostí investiční výstavby.

### Manažerská činnost
Díky svému technickému vzdělání, zkušenostem z procesu projektování i realizace staveb, dobrým osobním kontaktům ve vládních strukturách a znalostem z oblasti financování investic měl velmi dobré předpoklady pro „krizové“ řízení rozsáhlých a složitých investičních akcí. Proto se mu občas říkalo „Železný Ota“. Dovedl si poradit i v byrokratických podmínkách tehdejších řídících struktur. Mnohdy pro dobro věci využíval i podporu, kterou měl ze strany předsedy vlády Lubomíra Štrougala, který měl pochopitelně zájem na tom, aby důležité vládní stavby byly dokončeny ve stanovených termínech. Většinou na řadě staveb pracoval jako zmocněnec, resp. vládní zmocněnec, i když byl funkčně zařazen jako vysoký ministerský pracovník. Toto jeho postavení mu, v případě potřeby, umožňovalo účelně překračovat bariéry mezi jednotlivými resorty, úřady a institucemi. Již v letech 1958-59 pracoval jako zmocněnec pro výstavbu válcovacích tratí v několika podnicích na Ostravsku (Vítkovice, Třinec), poté na stavbě košických železáren, a také několika dalších továren i přehrad. Nejvíce je známý s výstavbou pražského metra. Již od zahájení této akce se začaly projevovat mezery v projektové i realizační přípravě stavby, a bylo nutné provést významné změny. Nejdůležitější rozhodnutí se týkalo změny koncepce z výstavby podzemní tramvaje na skutečné metro. To vyvolalo nutnost celé řady změn, od změn parametrů tunelů a zabezpečovacích zařízení, změnu typů vagonů za těžší vagony vyráběné a používané v Sovětském svazu, ale hlavně nutnost zvýšení nosnosti Nuselského mostu. Poté byl spoluautorem unikátního roštu, který byl vložen do konstrukce mostu, aby byl zajištěn provoz metra. A i při soubežném pověřování jinými úkoly se výstavbě metra věnoval až do své smrti. Věnoval se rovněž výstavbě dálnice D1, vedl rekonstrukci stadionu Evžena Rošického na Strahově (1975-1980), aby zde mohlo proběhnout Mistrovství Evropy v lehké atletice. Jako vládní zmocněnec řídil od roku 1980 rekonstrukci a dostavbu Národního divadla, kterou stihl dokončit v termínu ke stému výročí založení divadla. I zde se projevila řada projekčních potíží. Došlo například k doplnění původních projektů o realizaci Nové scény. Proto i zde muselo docházet jak k nezbytným technickým změnám v průběhu stavby, tak i změny hlavního projektanta. Vedl výstavbu Paláce kultury, celulózky v Paskově (zprovozněna 1983), sklárny ve Valašském Meziříčí, továrny na televizní obrazovky v Rožnově pod Radhoštěm a řadu dalších staveb. Poslední rozpracovaný projekt, který se týkal rozšíření Motolské nemocnice o část pro dospělé pacienty, však již nestačil dokončit.

### Rodinný život
S manželkou vychovali tři děti. Postupně prodělal několik infarktů (první v roce 1961). I po amputaci nohy v polovině 70. let pokračoval ve své práci a nadále úspěšně řídil souběžně několik staveb, ač by upoután na invalidní vozík.

## Ocenění
Za svou celoživotní činnost byl oceněn několika státními vyznamenáními i řadou dalších odborných ocenění:
- Řád práce  – 28. prosince 1973
- Hrdina socialistické práce  – 21. dubna 1980
- Řád Vítězného února  – 21. dubna 1983